# Portulacaria afra
Portulacaria afra är en tvåhjärtbladig växtart som beskrevs av Nikolaus Joseph von Jacquin. Portulacaria afra ingår i släktet Portulacaria och familjen Didiereaceae. Inga underarter finns listade i Catalogue of Life.

## Bildgalleri

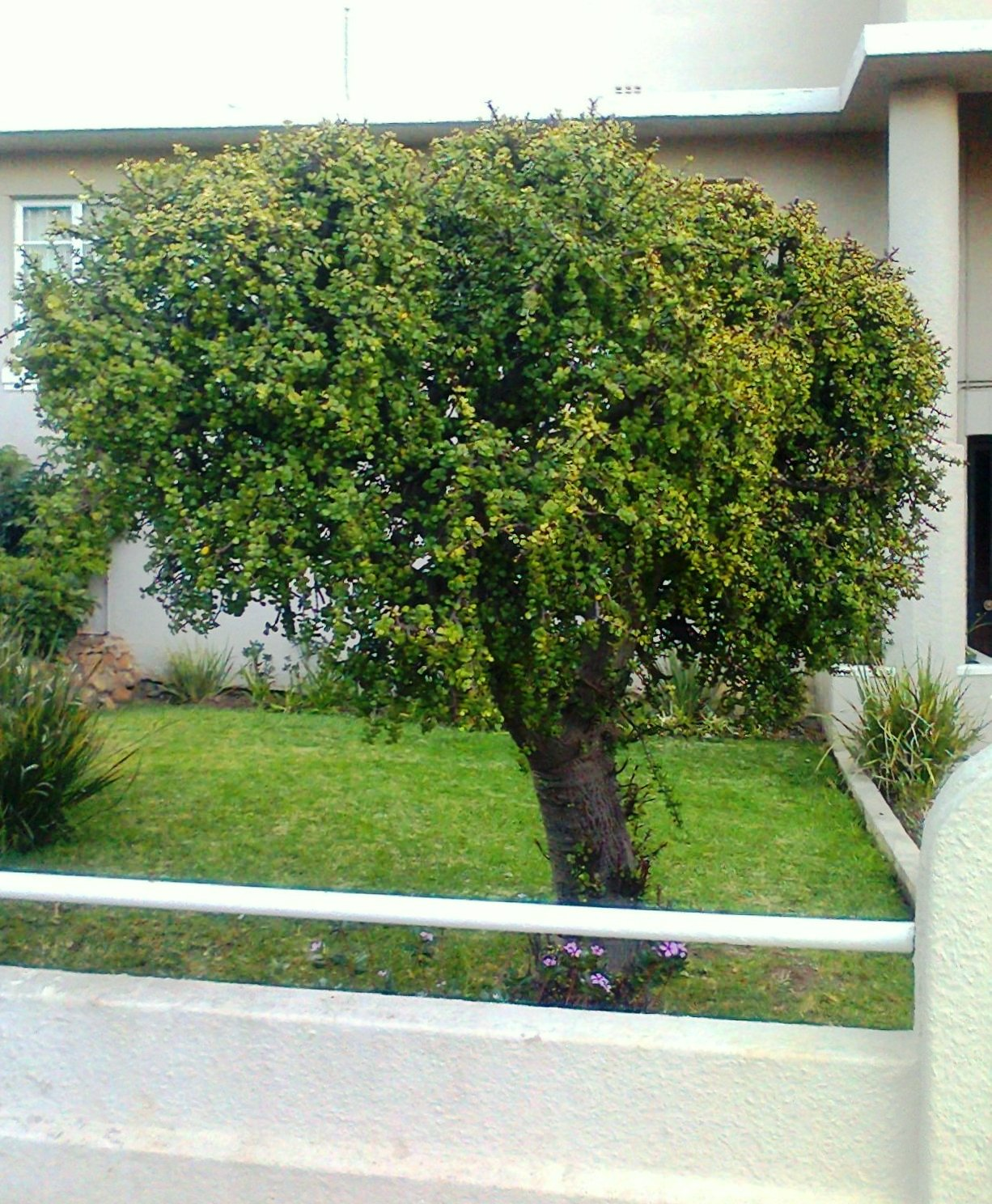
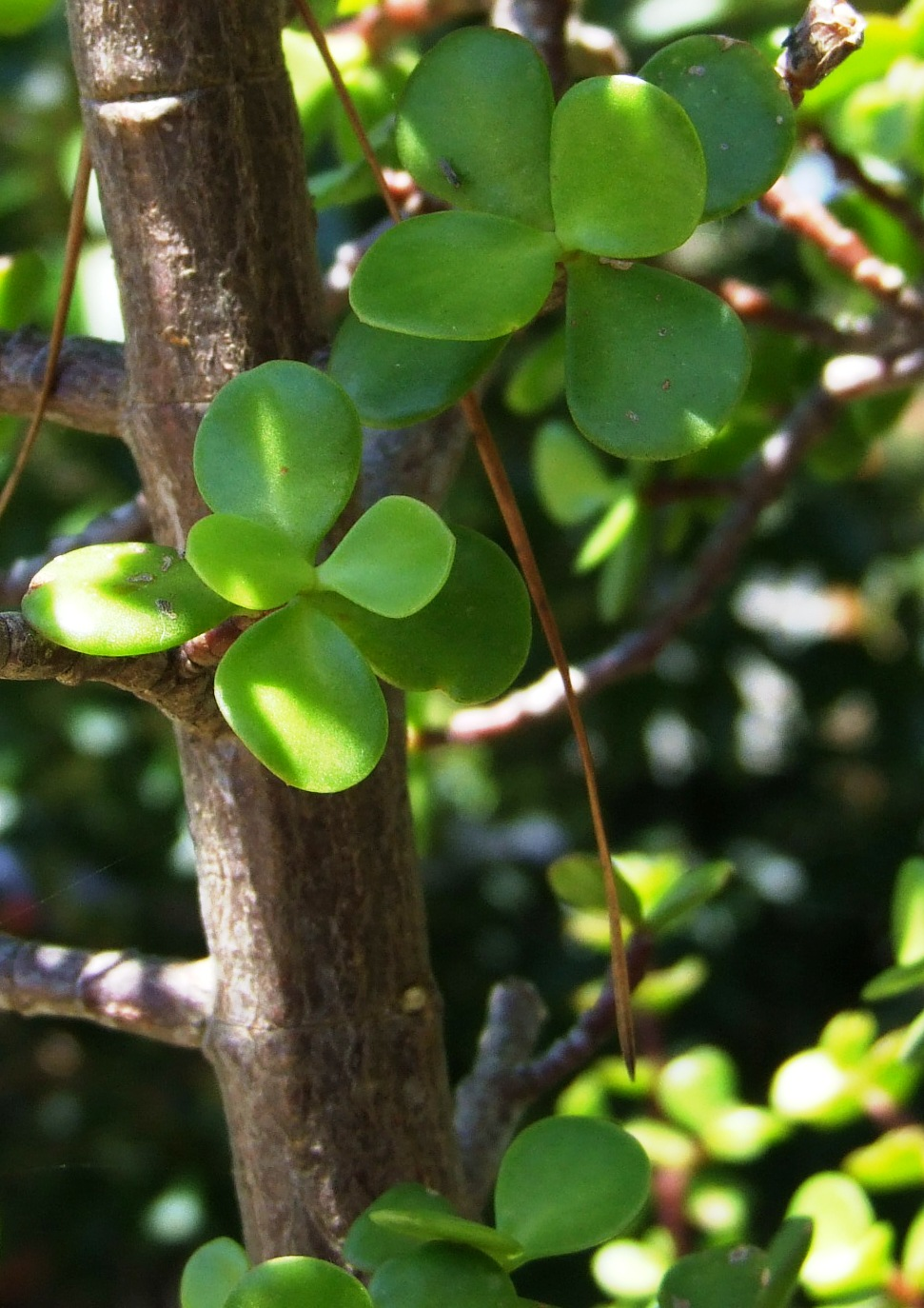
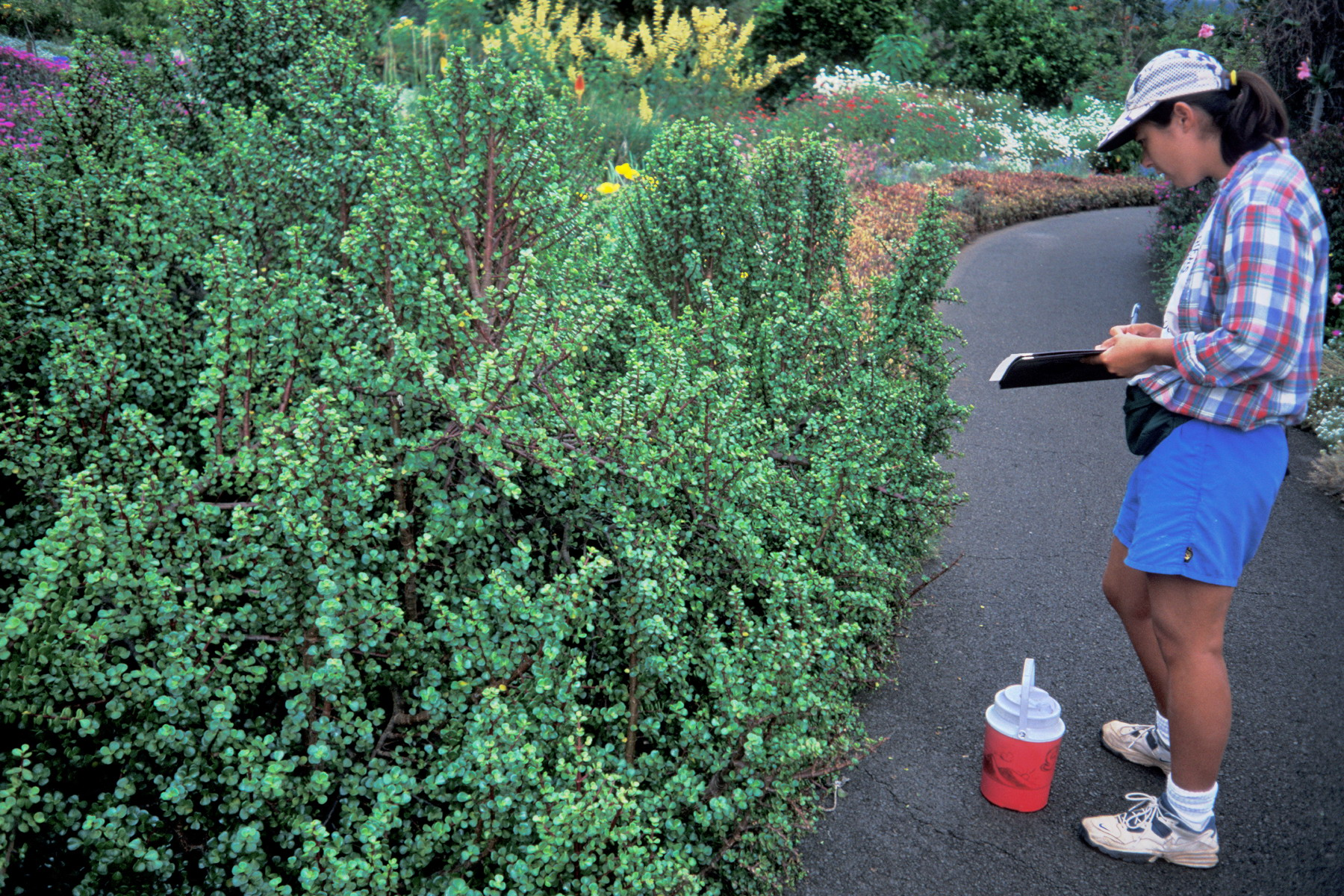
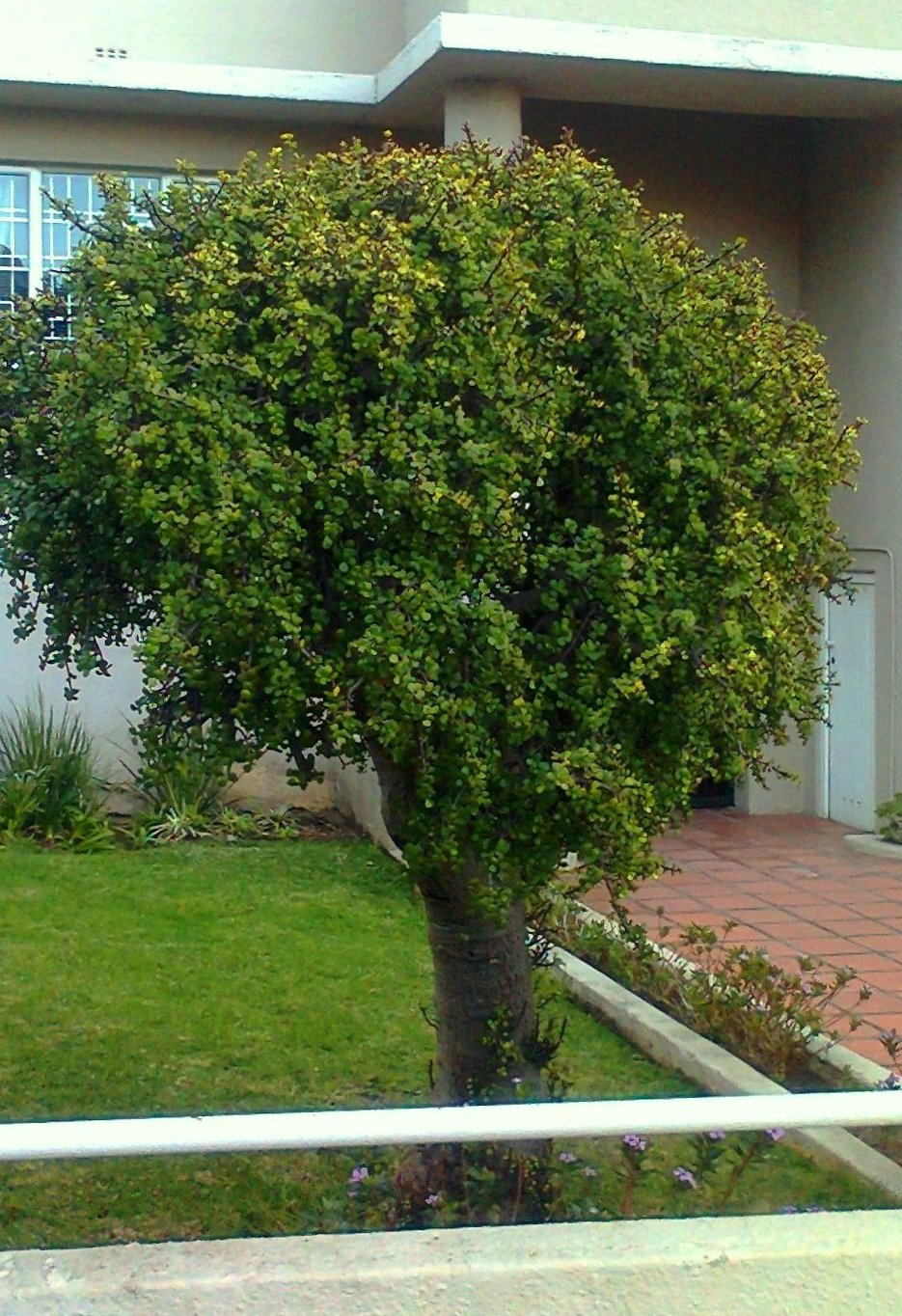
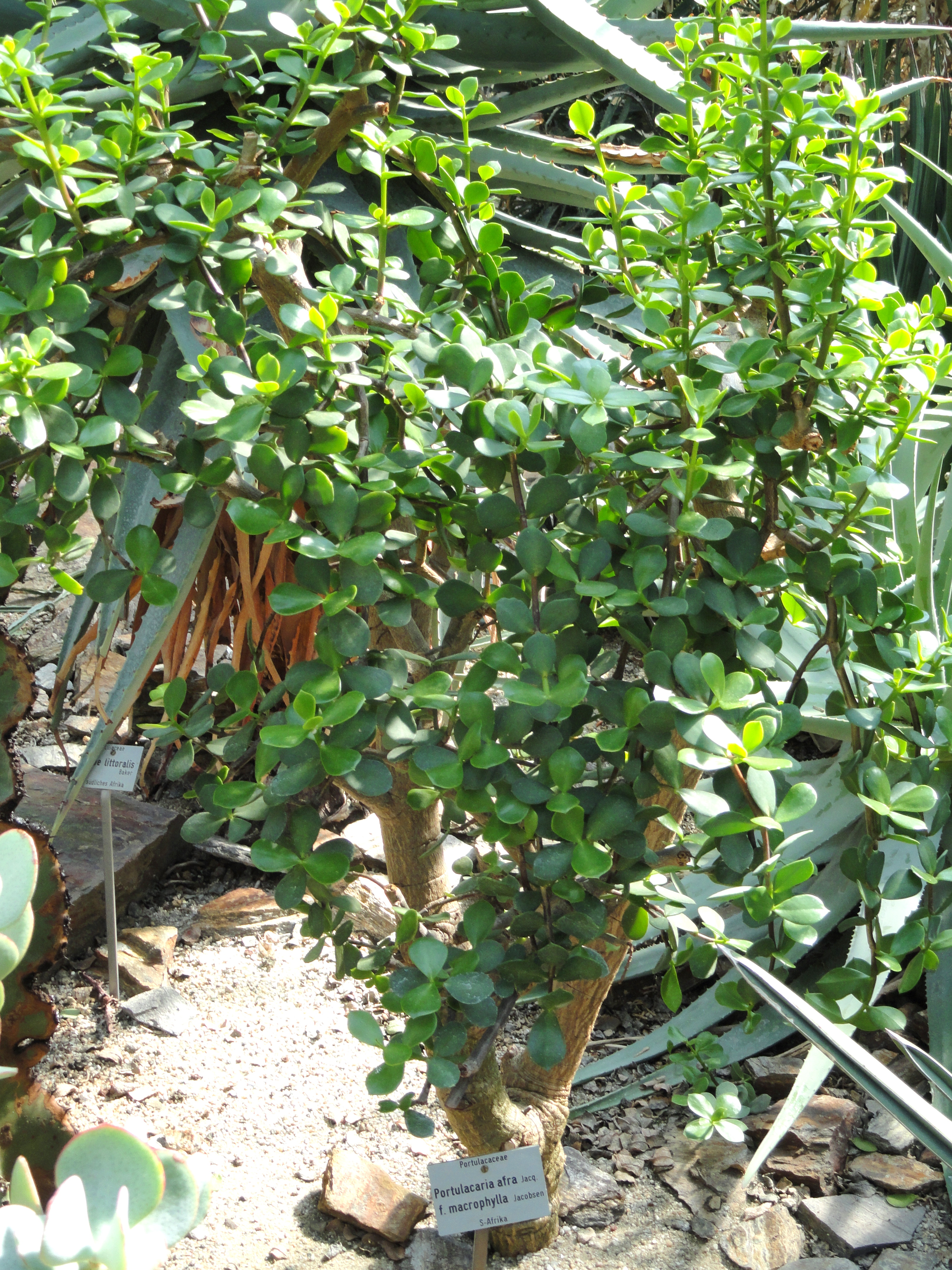
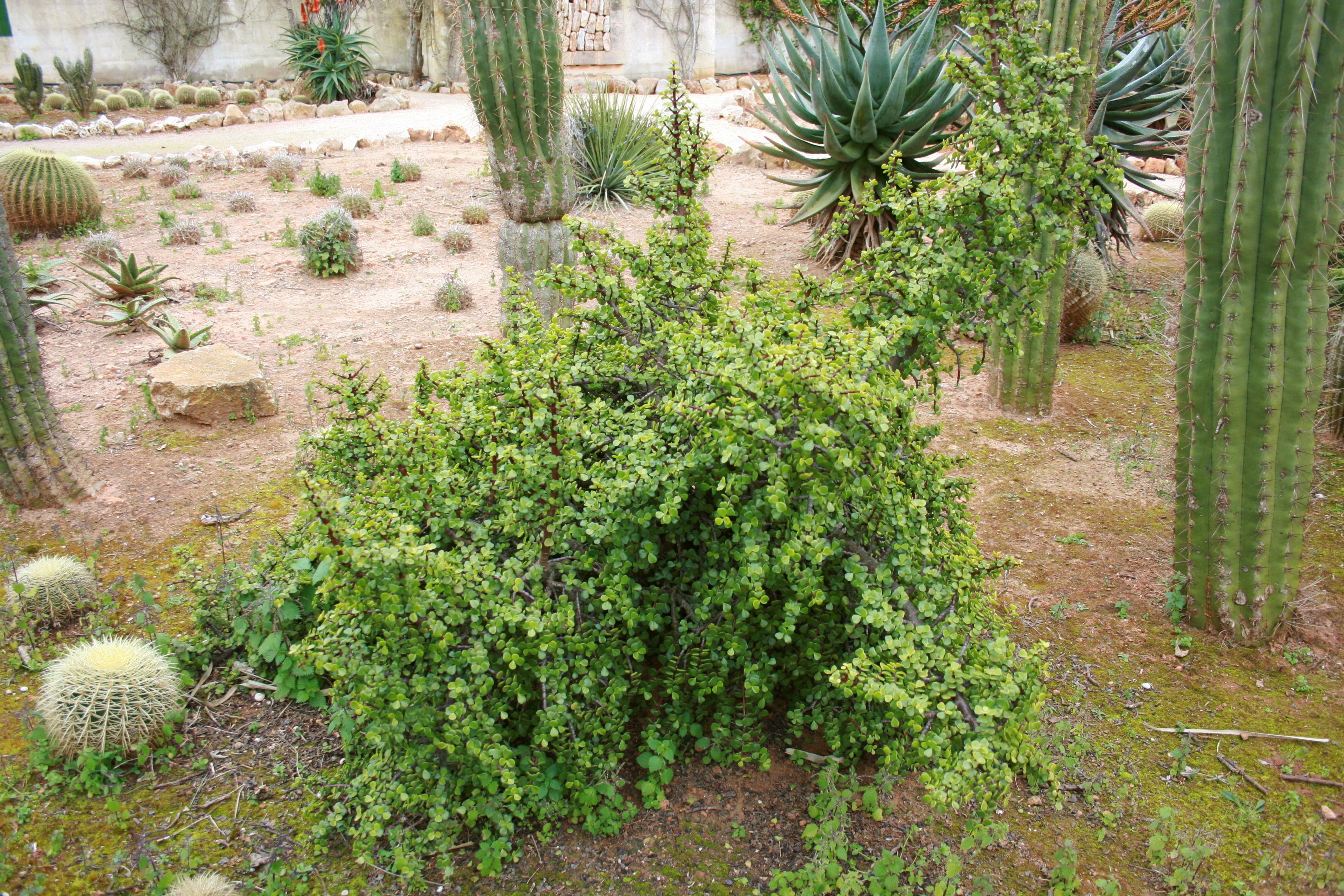